# Borgsjön (Malungs socken, Dalarna)
Borgsjön är en sjö i Malung-Sälens kommun i Dalarna och ingår i Göta älvs huvudavrinningsområde. Sjön har en area på 0,194 kvadratkilometer och ligger 378 meter över havet. Sjön avvattnas av vattendraget Näsån. Vid provfiske har abborre, gädda, lake och mört fångats i sjön.

## Delavrinningsområde
Borgsjön ingår i det delavrinningsområde (671815-138320) som SMHI kallar för Utloppet av Södra Nässjön. Medelhöjden är 413 meter över havet och ytan är 11,1 kvadratkilometer. Det finns inga avrinningsområden uppströms utan avrinningsområdet är högsta punkten. Näsån som avvattnar avrinningsområdet har biflödesordning 3, vilket innebär att vattnet flödar genom totalt 3 vattendrag innan det når havet efter 423 kilometer. Avrinningsområdet består mestadels av skog (74 procent) och sankmarker (11 procent). Avrinningsområdet har 1,23 kvadratkilometer vattenytor vilket ger det en sjöprocent på 11,1 procent.